# Ford Maverick (1993)
Ford Maverick – samochód osobowy typu SUV klasy kompaktowej produkowany pod amerykańską marką Ford w latach 1993 – 2007.

## Pierwsza generacja

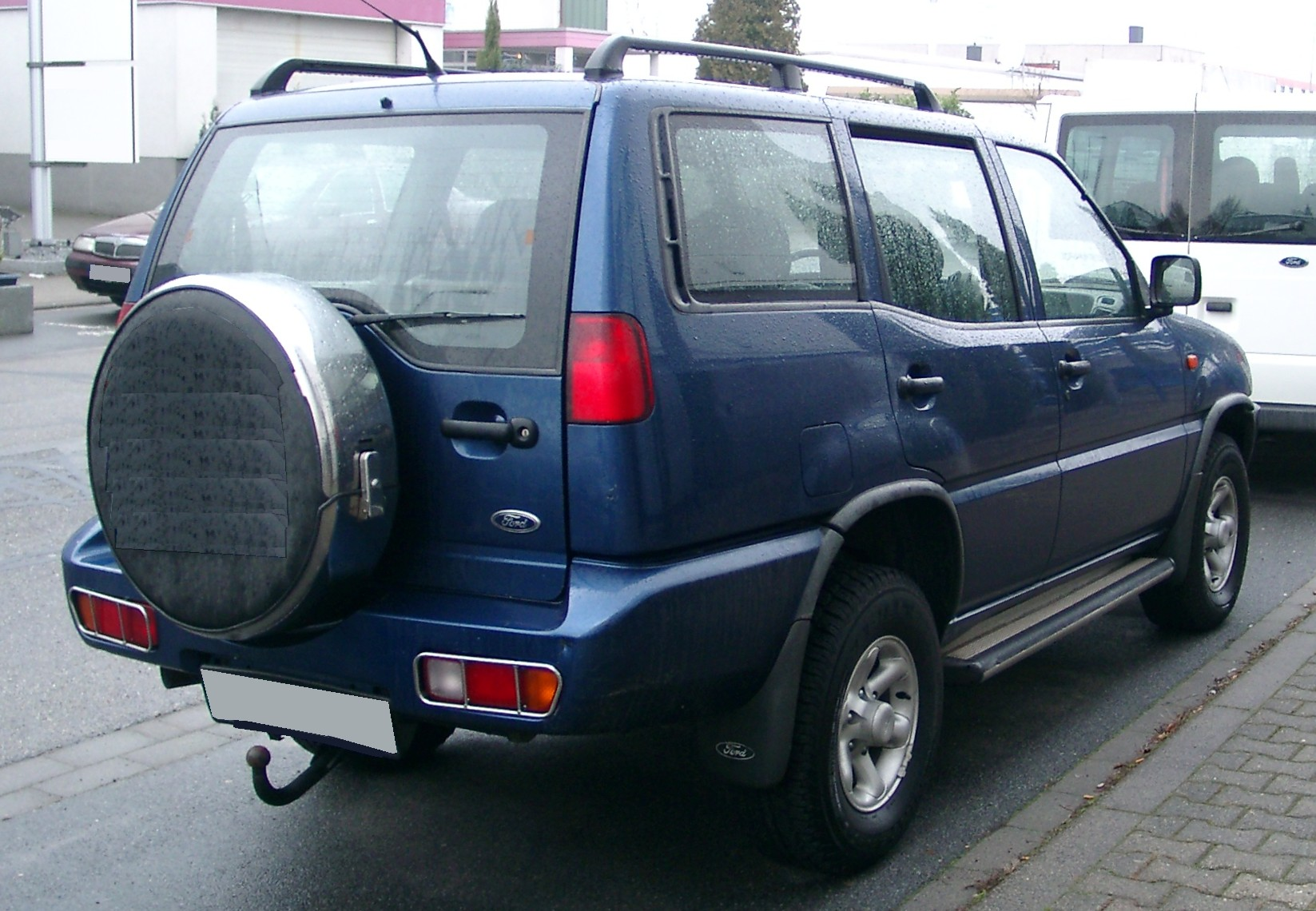
Ford Maverick I - tył

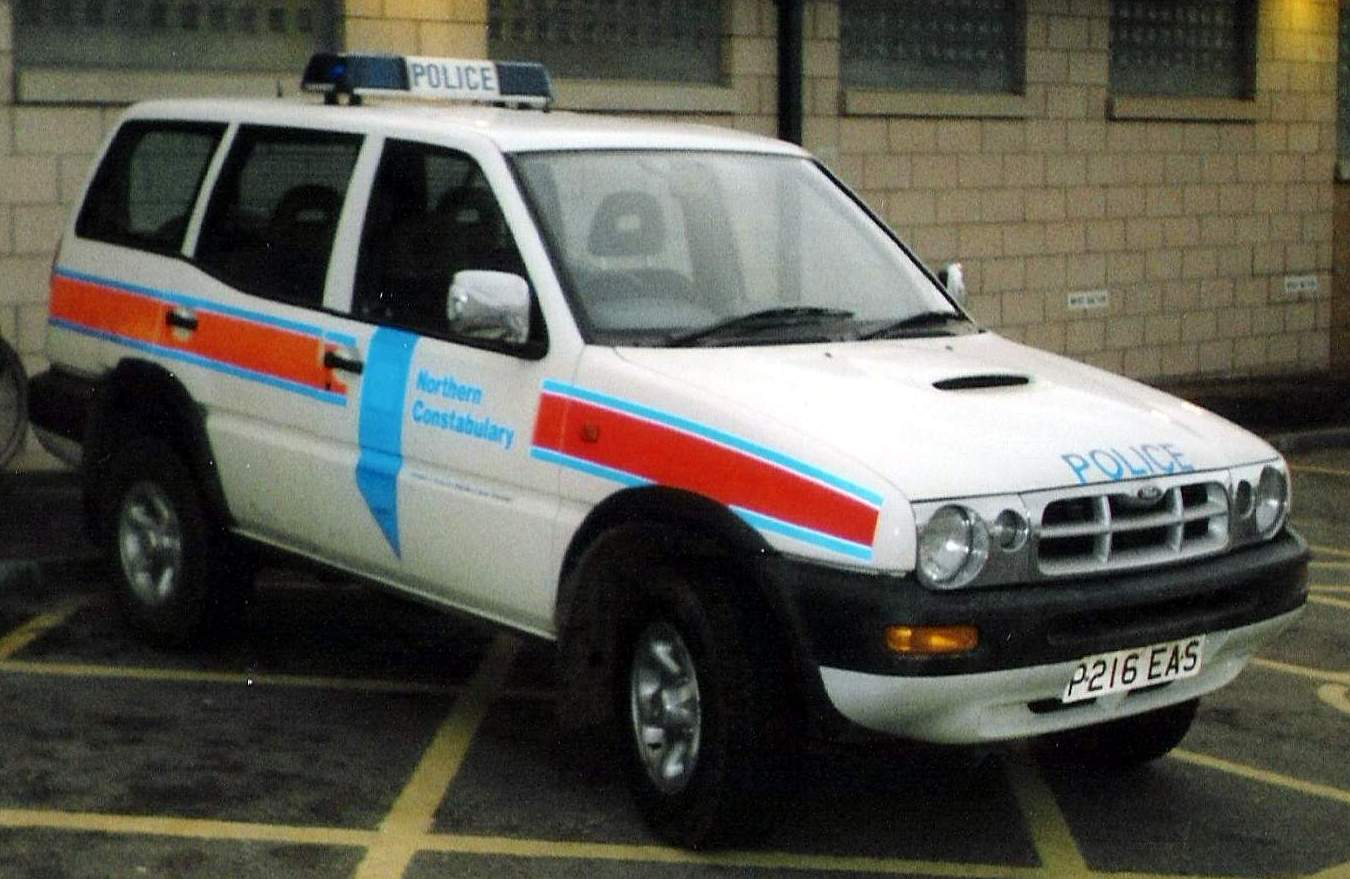
Ford Maverick I po liftingu

Ford Maverick I został zaprezentowany po raz pierwszy w 1993 roku.
W 1993 roku europejski oddział koncernu Ford Motor Company zdecydował się zawrzeć współpracę z japońską marką Nissan w celu opracowania swojego pierwszego rodzinnego SUV-a. W latach 90. w ofercie marki w Europie brakowało takiego modelu, a lukę zapełniła bliźniacza konstrukcja względem modelu Nissan Terrano - otrzymała ona nazwę Maverick (stosowaną już przez amerykański oddział Forda w latach 70. dla sportowego modelu) i trafiła do produkcji w hiszpańskich zakładach Nissan Iberica w 1993 roku.
Maverick pierwszej generacji oferowany był zarówno w wariancie 3-drzwiowym, jak i 5 drzwiowym i od modelu Nissan odróżniał się jedynie wyglądem atrapy chłodnicy oraz logotypami producenta.

### Lifting
W 1996 roku bliźniacze konstrukcje Nissana i Forda przeszły modernizację, w ramach której gruntownie odświeżono wygląd przedniej części nadwozia. Pojawiła się nowa, chromowana atrapa chłodnicy, a także odświeżone, okrągłe reflektory i inne wkłady tylnych lamp.
W 1999 roku Ford postanowił zakończyć współpracę z Nissanem i zakończył produkcję Mavericka bez bezpośredniego następcy. Produkcja Terrano trwała jeszcze za to przez kolejne 7 lat, aż do 2006 roku.

### Silniki
- R4 2.7l TD
- R4 2.7l TDi
- R4 3.0l TD
- R4 3.2l TD
- R4 2.4l KA24E

## Druga generacja

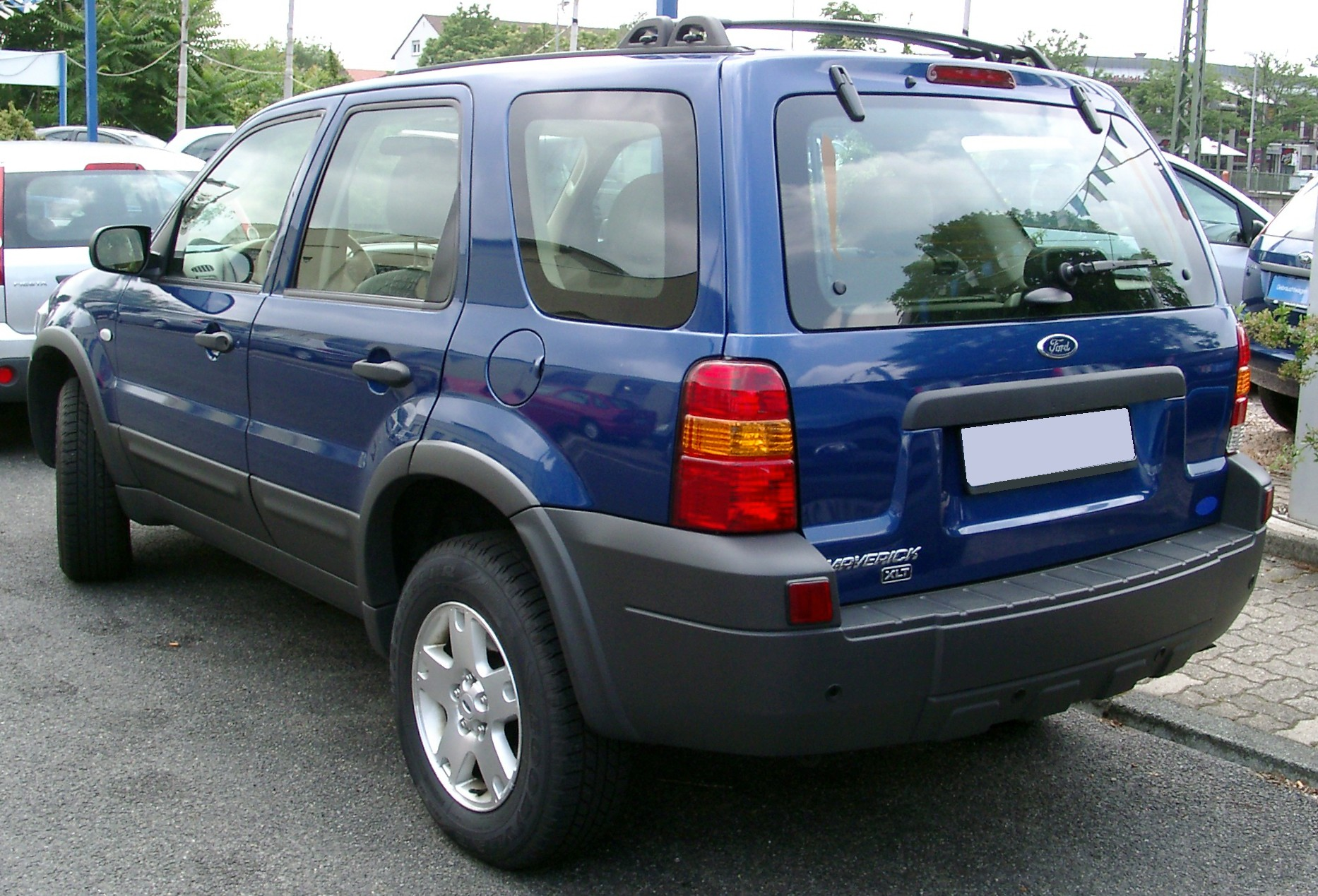
Ford Maverick II - tył

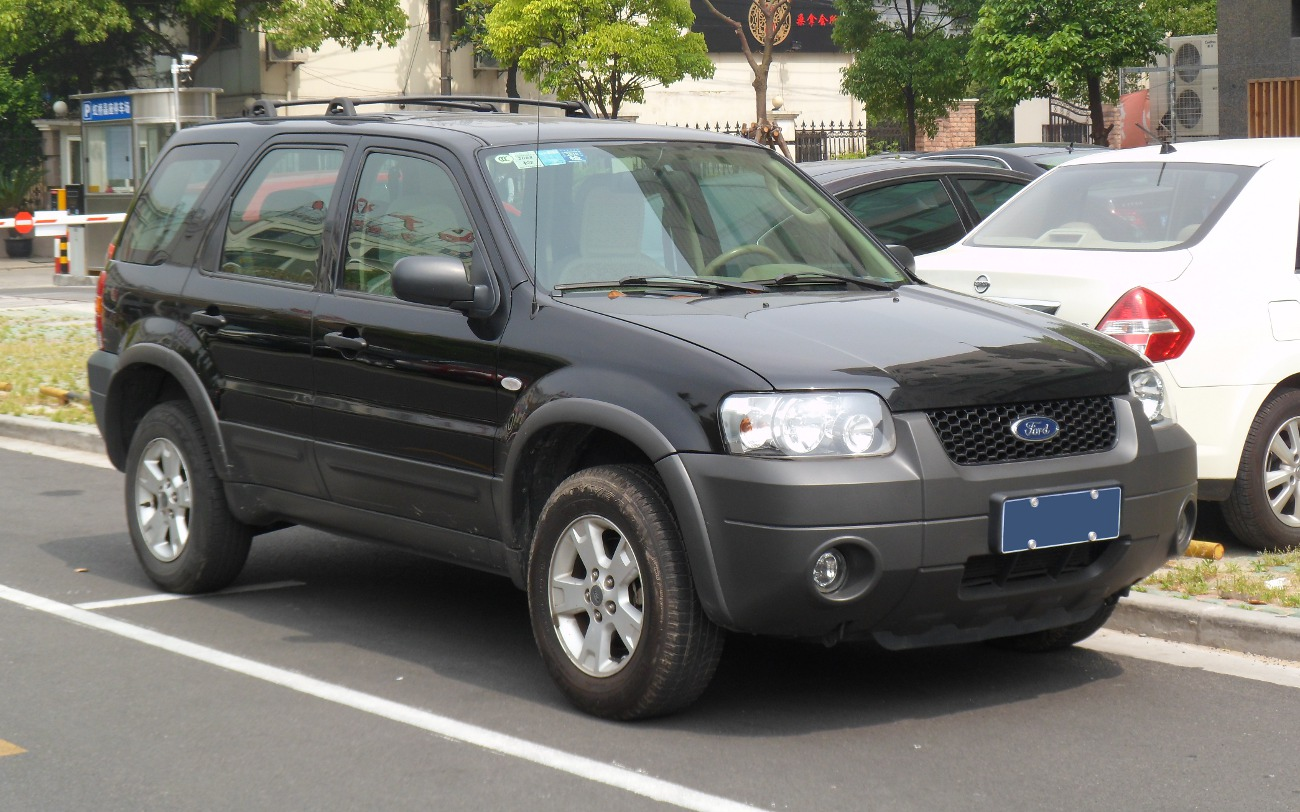
chiński Ford Maverick II

Ford Maverick II został zaprezentowany po raz pierwszy w 2001 roku.
W 2001 roku Ford postanowił reaktywować po dwuletniej przerwie nazwę Maverick na rzecz drugiej generacji, która tym razem została użyta dla europejskiej wersji globalnego modelu Escape.
Samochód trafił do sprzedaży w połowie 2001 roku na wybranych rynkach – polski importer nigdy nie zdecydował się na wprowadzenie tego modelu do sprzedaży. Sprzedaż Mavericka II trwała w niezmienionej formie do 2007 roku, po czym samochód został trwale wycofany z rynku na rzecz zupełnie nowego, tym razem opracowanego od podstaw specjalnie dla europejskiego rynku modelu Kuga.

### Silniki
- R4 2.0l Zetec
- R4 2.3l Duratec 23
- V6 3.0l Duratec 30